# Ołeh Jaszczuk
Ołeh Rostysławowycz Jaszczuk, ukr. Олег Ростиславович Ящук, fr. Oleg Iachtchouk lub nid. Oleg Jachtsjoek (ur. 26 października 1977 we wsi Hrybowa, w obwodzie tarnopolskim) – ukraiński piłkarz, grający na pozycji napastnika, były juniorski i młodzieżowy reprezentant Ukrainy, trener piłkarski. Ma też obywatelstwo belgijskie.

## Kariera piłkarska

### Kariera klubowa
Wychowanek Internatu Sportowego we Lwowie. 16 kwietnia 1994 rozpoczął karierę w FK Lwów. W końcu maja rozegrał jeden mecz w farm klubie Krystał Czortków. Po sukcesie juniorskiej reprezentacji w Irlandii został zaproszony do pierwszoligowego zespołu Nywa Tarnopol. Jako 17 latek 5 sierpnia 1994 zadebiutował w Wyszczej Lidze w meczu z Dynamem Kijów (1:1). W sezonie 1994/95 nie strzelił żadnego gola, ale już w meczu wyjazdowym pierwszej kolejki sezonu 1995/96 przeciwko Szachtara Donieck zdobył hat-trick i Nywa zwyciężyła 4:2. Został najlepszym strzelcem klubu w tym sezonie - 10 goli. Utalentowanego młodego piłkarza zaprosił znany europejski klub RSC Anderlecht. Strzelał dużo bramek, ale bardzo często doznawał kontuzji. Przez dziesięć lat (1996–2006) wystąpił tylko w 119 spotkaniach klubowych, strzelając 31 goli. Z nim też odnosił największe sukcesy: Mistrzostwo Belgii w 2004 oraz Superpuchar Belgii w 2000 i 2001. W 2006 przeszedł do greckiego Ergotelisa, gdzie też doznał kontuzji. 14 czerwca 2007 zdecydował się powrócić do Belgii i podpisać kontrakt z klubem Cercle Brugge, który wtedy trenował jego były trener Anderlechtu Glen De Boeck. W sezonie 2007/2008 został razem ze Stijn De Smet i Tom De Sutter najlepszym strzelcem klubu. W styczniu 2013 zasilił KVC Westerlo. W 2013 zakończył karierę piłkarską.

### Kariera reprezentacyjna
Ołeh Jaszczuk występował w ukraińskich reprezentacjach U-17, U-18, U-21. Z 3 bramkami został najlepszym strzelcem reprezentacji Ukrainy U-17 na juniorskich mistrzostwach Europy w 1994, rozgrywanych w Irlandia, gdzie ukraińska reprezentacja zajęła 3. miejsce. W reprezentacji U-18 w ataku jego partnerem był inny znany ukraiński piłkarz Andrij Szewczenko. Przez podwójne obywatelstwo, którego zabrania nowa Konstytucja Ukrainy, nie może występować w głównej reprezentacji Ukrainy.

## Kariera trenerska
Po zakończeniu kariery piłkarskiej rozpoczął pracę szkoleniową. Od lata 2014 trenował drużynę U-14 w klubie RSC Anderlecht.

## Sukcesy i odznaczenia

### Sukcesy klubowe
- mistrz Belgii: 1999/00, 2000/01, 2003/04, 2005/06
- wicemistrz Belgii: 2002/03, 2004/05
- finalista Pucharu Belgii: 1997, 2010
- zdobywca Superpucharu Belgii: 2000, 2001

### Sukcesy reprezentacyjne
- brązowy medalista Mistrzostw Europy U-16: 1994

### Sukcesy indywidualne
- król strzelców juniorskiej reprezentacji Ukrainy na Mistrzostwach Europy U-16: 1994
- król strzelców Nywy Tarnopol w Mistrzostwach Ukrainy: 1994/95
- król strzelców Cercle Brugge w Mistrzostwach Belgii: 2007/08, 2008/09
- najlepszy piłkarz sezonu w Cercle Brugge: 2008/09, 2009/10